# Języki albańskie
Języki albańskie – grupa językowa w obrębie rodziny indoeuropejskiej.

Współczesne rozmieszczenie języków albańskich

Według tradycyjnej klasyfikacji zalicza się do niej jedyny istniejący obecnie język, albański. Występuje on w dwóch znacznie różniących się odmianach: gegijskiej i toskijskiej. W najnowszych opracowaniach, podkreślających różnice dialektalne, wyróżnia się cztery języki albańskie.
Według niektórych językoznawców języki tej grupy pochodzą w prostej linii od jednego z wymarłych, starożytnych języków ilirskich. Te ostatnie znane są jednak wyłącznie z nazw miejscowych, dlatego hipoteza ta pozostaje obecnie w sferze domysłów.

## Klasyfikacja języków albańskich

### Klasyfikacja Merritta Ruhlena
Języki indoeuropejskie
- Języki albańskie
  - Język albański

### Klasyfikacja Ethnologue
Języki indoeuropejskie
- Języki albańskie
  - Języki gegijskie
    - Język gegijski

  - Języki toskijskie
    - Język arbaryjski
    - Język arwanicki
    - Język toskijski